# Xylosma molestum
Xylosma molestum là một loài thực vật thuộc họ Salicaceae. Đây là loài đặc hữu của New Caledonia.